# Zhang Zhu
Dans ce nom chinois, le nom de famille, Zhang, précède le nom personnel.
Pour les articles homonymes, voir Zhang.
Zhang Zhu (chinois traditionnel : 張翥 ; pinyin : Zhāng Zhù), également connu sous le prénom de courtoisie de Zhongju, né en 1287 à Jining dans la province du Shandong et mort en 1368, est un poète chinois de la dynastie Yuan.